# 木寺英史
木寺英史（きでら えいし、1958年- ）は、日本のスポーツ研究者、九州共立大学教授。
なみあし身体研究所代表。身体への負担が少なく、効率的な身体操作法としてなみあしを研究、提唱している。剣道教士七段。

## 来歴
1958年、熊本県生まれ。早稲田実業高校を経て、1983年、筑波大学体育専門学群卒業。1983年、福岡県八女郡上陽町立北川内中学校教諭を経て、1991年久留米工業高等専門学校講師。1994年、同助教授。2007年、同准教授。2009年、奈良工業高等専門学校准教授。2012年、九州共立大学スポーツ学部准教授。

## 著書
- 『本当のナンバ　常歩（なみあし）』スキージャーナル 2004
- 『実践常歩剣道 進化するナンバ』MCプレス 2006　毎日コミュニケーションズ 2010
- 『錯覚のスポーツ身体学』東京堂出版 2011
- 『日本刀を超えて 「身体」と「竹刀」から考える剣道論』(剣道日本)スキージャーナル 2014
- 『間違いだらけのウォーキング 歩き方を変えれば痛みが取れる』実業之日本社 2014
- 『健康で長生きしたけりゃ、膝は伸ばさず歩きなさい。』東邦出版 2015
- 『常歩(なみあし)剣道伝統的打突法 カギは「左荷重」にあった (SJセレクトムック 剣道日本)スキージャーナル 2015

### 共著
- 『剣士なら知っておきたい「からだ」のこと』小田伸午共著 大修館書店 2006
- 『常歩式スポーツ上達法』常歩研究会編, 小田伸午, 小山田良治, 河原敏男,森田英二共著 スキージャーナル 2007
- 『ゴルファーなら知っておきたい「からだ」のこと』浜田節夫, 小山田良治,小田伸午共著 大修館書店 2012
- 『日本人に今いちばん必要な超かんたん!「体つくり」運動 幼稚園・保育園・小学校からはじめる毎日10分「体と心と脳の健康づくり」型と工夫』原尻英樹共著 学芸みらい社 2018